# 雪兰莪牌楼

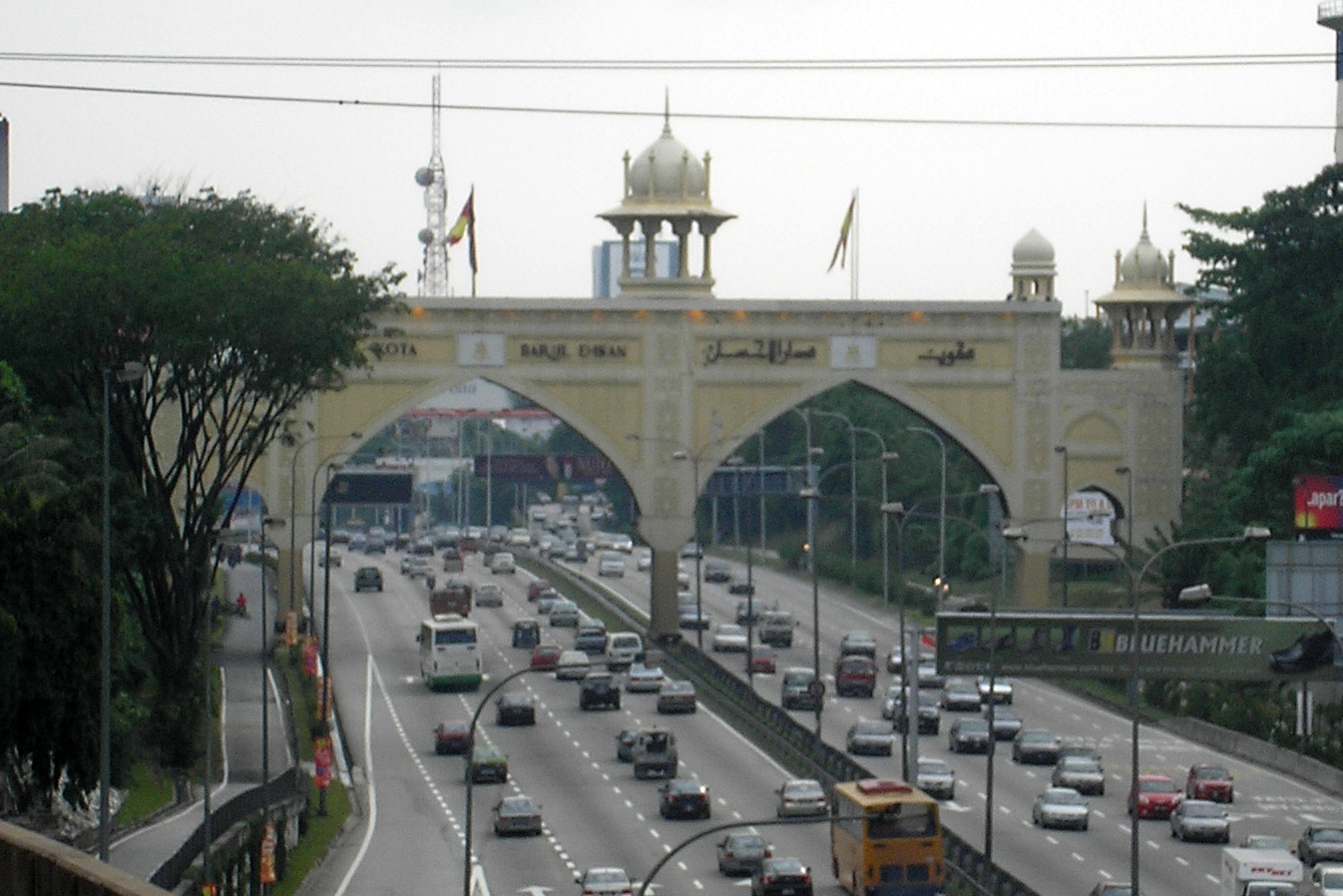
从大学站看向雪兰莪牌楼

雪蘭莪牌樓（初称"福利城堡"，福利指的是雪兰莪州的全称"Darul Ehsan"，因此雪兰莪也称为福利之邦）是一个聳立在联邦大道之上，標示著雪蘭莪州與吉隆坡的分界線的拱门。这也是马来西亚最大的拱门。

## 历史
雪兰莪牌楼是馬來西亞聯邦政府為答謝和纪念雪蘭莪州蘇丹願意將吉隆坡于1974年割让予新成立的聯邦直轄區，而特意為雪蘭莪州所興建。该拱门的建设由前雪兰莪苏丹苏丹沙拉胡汀于1974年2月1日提出，耗资420万令吉，并于1981年落成，于1982年1月3日由苏丹沙拉胡汀开幕。

## 设计
其摩爾式大理石弧形城門設計融入了苏丹阿都沙末大厦（Sultan Abdul Samad Building）與舊国家皇宫的建築特色，并与吉隆坡站有异曲同工之妙。在牌樓兩側各豎立了一尊大炮。